# ジョン・ダラム・ピーターズ
ジョン・ダラム・ピーターズ（John Durham Peters、1958年 - ）は、イェール大学で英文学、映画・メディア研究を講じるマリア・ローザ・メノカル教授 (the María Rosa Menocal Professor of English and of Film & Media Studies)。

## 概要
メディア史研究者、社会理論家であるピーターズは、重要な学術的業績を数多く著している。最初の著書『Speaking into the Air: A History of the Idea of Communication』は、幅広く歴史、哲学、宗教、文化、法律、技術といった文脈からコミュニケーション研究を跡付けたものである。2冊目の著書『Courting the Abyss: Free Speech and the Liberal Tradition』は、表現の自由の理念を、タルソスのパウロ以来の自由主義的思想の歴史とともに検討したものである。最近の著書『The Marvelous Clouds: Toward a Philosophy of Elemental Media』は、メディアが環境であること、環境がメディアであることについて根源的に再考したものである。ピーターズは、全米人文科学基金、フルブライト財団、リーバーヒューム基金から、各種のフェローシップ（研究資金）を得た。
ピーターズは、マサチューセッツ州ブルックラインで育ち、ユタ州プロボのブリガムヤング大学に学び、さらにユタ大学から英文学のB.A.を得、さらにスピーチ・コミュニケーションのM.A.も取得した。1986年には、スタンフォード大学からコミュニケーション理論・研究 (Communication Theory and Research) のPh.D.を取得し、その後、招聘を受けてアイオワ大学の教員となった。30年ほどの間、アイオワ大学で教鞭を執った後、ピーターズは2017年にイェール大学へ移った。

## 「対話と拡散」
『Speaking Into the Air』(Peters, 1999) のある章では、コミュニケーションの二つの形態である対話 (dialogue) と拡散 (dissemination) を対比している。対話は、コミュニケーションのより良い手段と見られがちであるが、ピーターズはそれが残忍で破壊的であると考える。拡散が公正とされる理由は、それが対話とは異なり、理解することや、話し手への応答を、聞き手に強制しないからである。拡散によってもたらされる相互作用の欠落は、受け手側に自ら意味を解釈する自由を与える。ピーターズは、たとえ単一方向であってもコミュニケーションは達成できることを説明している。

## おもな著作
- The Marvelous Clouds: Toward a Philosophy of Elemental Media (2015)
- Courting the Abyss: Free Speech and the Liberal Tradition (2005)
- Canonic Texts in Media Research: Are There Any? Should There Be? How About These? With co-editors Elihu Katz, Tamar Liebes, and Avril Orloff (2003)
- Mass Communication and American Social Thought: Key Texts, 1919-1968. With Peter Simonson (2004).
- Speaking into the Air: A History of the Idea of Communication (1999) - Excerpt about the Dead Letters Office
- “‘The Marketplace of Ideas’: A History of the Concept.” Toward a Political Economy of Culture: Capitalism and Communication in the Twenty-First Century. Eds. Andrew Calabrese and Colin Sparks. Boulder: Rowman and Littlefield, 2004. 65-82.
- “Space, Time, and Communication Theory.” Canadian Journal of Communication 28 (2003): 397-411.
- “Witnessing.” Media, Culture and Society, 23.6 (2001): 707-724.
- “Public Journalism and Democratic Theory: Four Challenges.” The Idea of Public Journalism. Ed. Theodore L. Glasser. New York: Guilford Press, 1999. 99-117.
- “Distrust of Representation: Habermas on the Public Sphere.” Media, Culture and Society 14.3 (1993): 441-471.
- “Institutional Sources of Intellectual Poverty in Communication Research.” Communication Research 13.4 (1986): 527-59.